# Xã Prairie Ronde, Michigan
Xã Prairie Ronde (tiếng Anh: Prairie Ronde Township) là một xã thuộc quận Kalamazoo, tiểu bang Michigan, Hoa Kỳ. Năm 2010, dân số của xã này là 2.250 người.